# 도고정 (후쿠오카현)
도고정(東郷町)은 후쿠오카현 무나카타군에 설치되었던 정이다. 현재의 무나카타시에 해당한다.